# Antebellum
Antebellum är latin och betyder ungefär före kriget. Begreppet används för att beskriva perioden före det amerikanska inbördeskriget i USA. Ursprungligen användes det i allmänhet om perioden mellan amerikanska frihetskriget och amerikanska inbördeskriget, eller mellan 1812 års krig och inbördeskriget. Alltså tiden mellan 1783 och 1861 eller 1815 och 1861. 
Den karaktäriseras av polarisation mellan den amerikanska Söderns jordbruksekonomi med bomullsplantagen som ekonomiskt centrum och den framväxande industrialiseringen i norr, samtidigt med en expansion västerut. Flera väckelserörelser sprids och med den inleds abolitionismen med tyngdpunkt i delstaten New York. Framförallt i den amerikanska Södern är den förknippad med kulturen kring plantagen, som arkitektur och mode som till exempel plantagernas kulturmärkta antebellumhus och dylikt, vilket är en form av nyklassicistisk arkitektur. Eftersom den kulturen nyttjades av den vita överklassen, men skapades tack vare slaveriet har ordet i Sydstaterna, där den också använts mer vardagligt och utanför akademierna, symboliserat förtryck och segregation av den afroamerikanska befolkningen.